# Trịnh Khiết
Trịnh Khiết (Chữ Hán: 郑洁, bính âm: Zheng Jie; ngày sinh 5 tháng 7 năm 1983) là một vận động viên quần vợt chuyên nghiệp Trung Quốc
Cô đại diện cho Trung Quốc tại Thế vận hội Olympic Bắc Kinh 2008, nơi cô giành được một huy chương đồng tại giải đấu đôi của phụ nữ với Yan Zi.